# Ivanivka, Borzna
Ivanivka (în ucraineană Іванівка) este un sat în comuna Mîkolaiivka din raionul Borzna, regiunea Cernihiv, Ucraina.

## Demografie
Componența lingvistică a localității Ivanivka
     Ucraineană (97,89%)
     Rusă (2,11%)
Conform recensământului din 2001, majoritatea populației localității Ivanivka era vorbitoare de ucraineană (97,89%), existând în minoritate și vorbitori de rusă (2,11%).